# 佛羅里達 (科羅拉多州)
佛羅里達（英語：Florida）是位於美國科羅拉多州拉普拉塔縣的一個非建制地區。該地的面積和人口皆未知。

## 地理
佛羅里達的座標為37°12′54″N 107°45′09″W / 37.21500°N 107.75250°W，而該地的平均海拔高度為2051米（即6729英尺）。